# Tomma summan
I matematik är den tomma summan resultatet av en addition med noll termer, och lika med 0.

## Förekomst
Att definiera den tomma summan kan vid första anblick ses onödigt, men när man summerar över ett spann kan det hända att man inte får med några termer alls. Exempelvis:
{\displaystyle \sum _{i=1}^{0}i}